# Anne du Bourg
Anne du Bourg  (auch Anne Dubourg; * 1521 in Riom in der Auvergne; † 23. Dezember 1559 in Paris) war Zivilrechtler und Parlamentsrat am königlichen Hof von Frankreich. Er gilt als calvinistischer Märtyrer.

## Leben und Tod

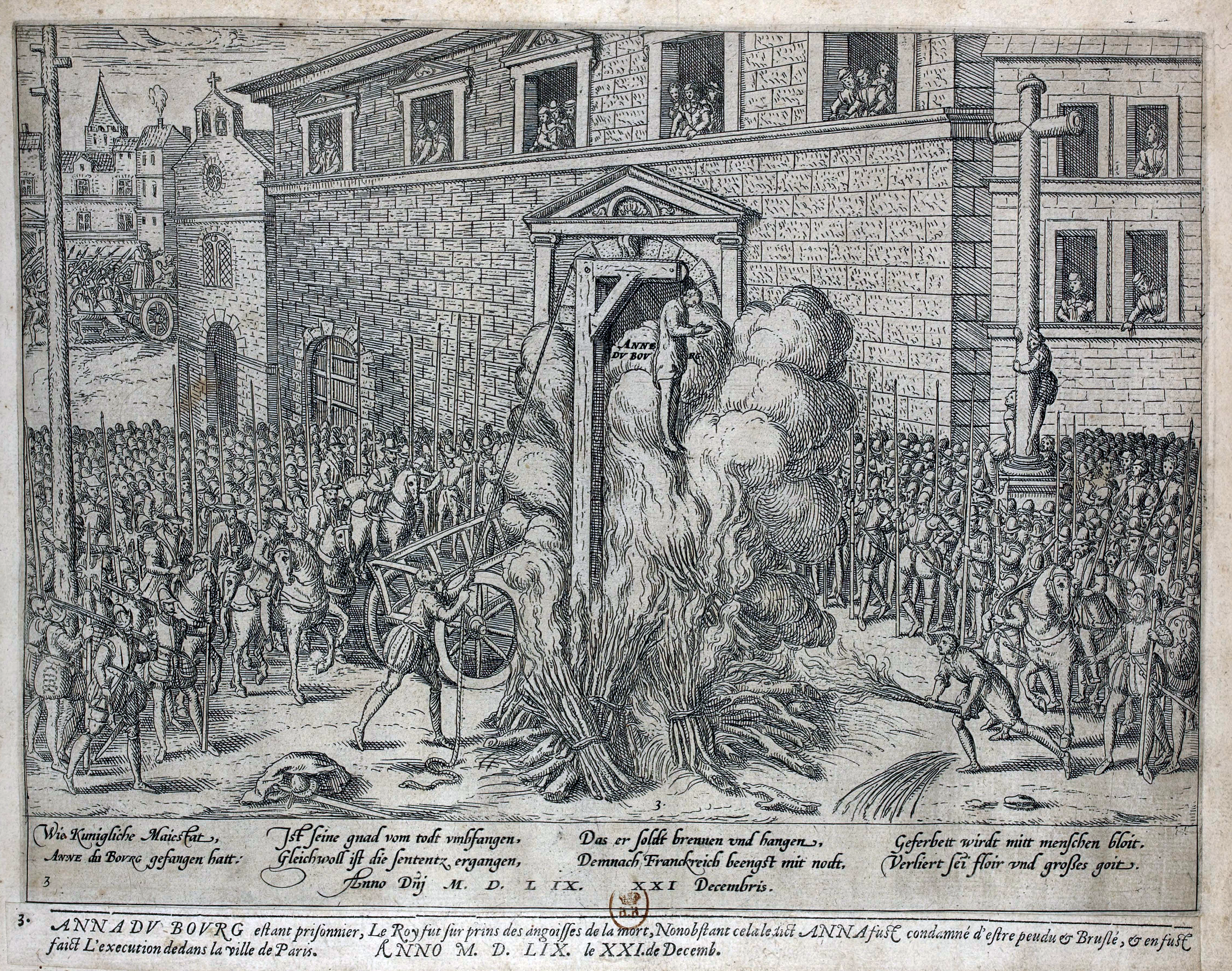
Die Hinrichtung Anne du Bourgs auf einem Stich von Frans Hogenberg (1650)

Anne du Bourg war ein Neffe des Kanzlers Antoine du Bourg und studierte an der Universität von Orléans. Dort habilitierte er auch zum Professor für Recht und betreute den Studenten Étienne de La Boétie. 1557 wurde er in das Parlement de Paris berufen.
Während einer Plenarsitzung griff er 1559 die königliche Politik der Repression gegen „die sogenannten Ketzer“ (Hugenotten) an. Dabei machte er keinen Hehl aus seiner calvinistischen Gesinnung und verteidigte sie gegenüber Heinrich II. sehr kühn. Daraufhin ließ ihn der französische König auf der Stelle verhaften und ins Gefängnis bringen. Nach dem Unfalltod Heinrichs im Juli 1559 konnte das Haus Guise die Macht auf Kosten des noch unmündigen Thronfolgers Franz II. an sich reißen; doch auch die Guises waren entschiedene Gegner der Hugenotten.
Am Ende des Gerichtsprozesses, in welchem Anne du Bourg alle Rechtsmittel ausschöpfte, wurde er als Ketzer verurteilt: Er sollte auf dem Place de Grève gehängt und sein Körper auf dem Scheiterhaufen verbrannt werden. Später im Gefängnis versöhnte er sich mit seinem Schicksal und dankte Gott, für eine solch große Aufgabe auserkoren worden zu sein: Gemäß seinem Leitsatz „Gott mehr gehorchen als den Menschen“ (Apg 5,29 ), das Widerstandsrecht gegen die königliche Macht zu behaupten. Am 23. Dezember 1559 wurde er hingerichtet, nachdem er der Menge zugerufen haben soll: « Mes amis, je ne suis point ici comme un larron ou un meurtrier, mais c’est pour l’Évangile. » (deutsch: „Meine Freunde, ich stehe hier nicht als Dieb oder Mörder, sondern um des Evangeliums willen“).
Der Kurfürst Friedrich III. von der Pfalz hatte vergeblich versucht, du Bourg als Professor nach Heidelberg zu berufen, um so die Vollstreckung des Todesurteils zu verhindern.

## Gedenktag
23. Dezember im Evangelischen Namenkalender.